# 上宝村立平湯中学校
上宝村立平湯中学校（かみたからそんりつ ひらゆちゅうがっこう）は、岐阜県吉城郡上宝村（現・高山市）に存在した公立中学校。

## 概要
- 上宝村東部（平湯など）が校区の中学校であり、平湯小学校に併設されていた。

## 沿革
- 1947年（昭和22年）4月 - 上宝第二小学校平湯分校に併設して、上宝第二中学校平湯分校を設置。
- 1954年（昭和29年）4月 - 上宝村立平湯中学校として独立。平湯小学校[注釈 2]に併設。
- 1968年（昭和43年）3月 - 栃尾中学校に統合され、廃校。